# Správa dodavatelského řetězce
Správa nebo řízení dodavatelského řetězce (anglicky supply chain management (SCM)) je činnost a obor řízení spotřebitelského a dodavatelského řetězce zahrnující nástroje jako software tuto činnost podporující. To se pak obvykle jedná o celý balík programových prostředků, který umožňuje propojení jednotlivých článků dodavatelského řetězce (dodavatel - výrobce - distributor - prodejce - zákazník), a tím podstatně zlepšuje jeho schopnost reagovat na požadavky zákazníka, např. zkrácením časů dodání. SCM je v dnešní době často pouze jedním z modulů komplexního podnikového IS (též ERP).
Supply chain management (SCM) je způsob prosazování, šíření, kontroly a cílení myšlenek napříč kontinenty, napříč nesourodými strukturami – SCM vytváří prostor pro sdílení informací, technologických, marketingových, obchodních postupů bez nutnosti spojovat jednotlivé články do právně definovaných celků.
Základním principem je absolutní konektivita a absolutní likvidita v každém jednom kroku, kde díky rozvoji IT technologíe není první ze zmiňovaných podmínek již ničím výjimečným, naopak druhá podmínka, totiž likvidnost jednotlivých fragmentů, je doposud spíše teorií než realitou.
Jedním ze způsobů, jak tento stav změnit, je vytvoření nového „terciárního trhu“, který by umožňoval elektronicky, neaukčně, obchodovat pohledávky – současně by tak nahradil funkci bank a jejich organizačních složek, jako je faktoring, nebo forfaiting

## Řešená témata
- Distribuce v síti: počet, umístění a úkoly v síti dodavatelů, výrobních zařízení, distribučních center, skladů, cross-docků (=překladiště jednoho druhu dopravy na jiný) a zákazníky.
- Distribuční strategie: otázky řízení provozu (centralizované, decentralizované, sdílené); dodavatelský systém (např. přímá doprava, cross docking, DSD (=přímé dodání zboží do obchodu))
- Kompromisy v logistických činnostech: výše uvedené činnosti musí být dobře koordinovány, aby bylo dosaženo co nejnižších celkových logistických nákladů.
- Informace: Integrace procesů v rámci dodavatelského řetězce pro sdílení cenných informací, včetně signálů poptávky, prognóz, zásoby, doprava, případné spolupráce, atd.
- Management inventáře: množství a umístění zásob, včetně surovin, pracovní-in-progress (WIP) a hotových výrobků.
- Cash-Flow: Uspořádání platebních podmínek a metodik pro výměnu finančních prostředků mezi subjekty v rámci dodavatelského řetězce.